# Étienne Périer (réalisateur)
Pour les articles homonymes, voir Périer.
Pour l’article homonyme, voir Étienne II Perier.
Étienne Périer est un réalisateur belge né le 11 décembre 1931 à Bruxelles et mort le 21 juin 2020 au Plan-de-la-Tour.

## Filmographie
- 1956 : Bernard Buffet
- 1959 : Bobosse
- 1960 : Meurtre en 45 tours
- 1961 : Le Pont vers le soleil (Bridge to the Sun)
- 1962 : Le Mercenaire (La congiura dei dieci)
- 1964 : Dis-moi qui tuer
- 1968 : Le Rouble à deux faces (Le Téléphone rouge)
- 1968 : Des garçons et des filles
- 1970 : Commando pour un homme seul
- 1971 : Zeppelin
- 1972 : Un meurtre est un meurtre
- 1974 : La Main à couper
- 1978 : La Part du feu
- 1979 : Un si joli village
- 1981 : La Confusion des sentiments (téléfilm)
- 1985 : La Dérapade (TV)
- 1985 : L'Ordre (téléfilm)
- 1988 : La Garçonne (téléfilm)
- 1989 : Rouge Venise
- 1991 : À la vie, à l'amour (téléfilm)
- 1993 : Maigret et l'Homme du banc (téléfilm)
- 1993 : La Vérité en face (téléfilm)
- 1994 : Balle perdue (téléfilm)
- 1994 : Samson le magnifique (téléfilm)
- 1997 : La Rumeur (téléfilm)
- 1998 : Le Dernier Fils (téléfilm)
- 2000 : Que reste-t-il... (téléfilm)
- 2004 : Table rase (téléfilm)